# Barry Windham
Barry Clinton Windham (* 4. Juli 1960 in Sweetwater, Texas) ist ein ehemaliger US-amerikanischer Wrestler.

## Karriere

### Anfänge und WWF
Barry Windhams Vater ist der ehemalige Wrestler Robert Windham und so kam er bereits als Kind mit dieser Unterhaltungsart in Berührung. Er wurde von seinem Vater und Harley Race trainiert und debütierte schließlich 1980 in Florida. Mit seinem Schwager Mike Rotunda bildete er ab Mitte der 1980er das Tag-Team U.S. Express in der WWF. Zusammen durften sie dort zweimal den WWF World Tag Team Title gewinnen.

### NWA
1986 wechselte Barry Windham zur National Wrestling Alliance. Dort ließ man ihn im Team mit Ronnie Garvin die NWA United States Tag Team Championships gewinnen. Ihre größte Fehde hatten sie als Team mit dem Midnight Express. Im Frühjahr 1987 mussten sie die Tag Team Titel an Ivan Koloff und Dick Murdoch verlieren. Anschließend löste man das Team auf und Windham fehdete mit Ric Flair. Später durfte Windham den Western States Heritage Championship gewinnen. Seine Regentschaft dauerte bis Januar 1988, als er den Titel an Larry Zbyszko verlieren musste. Im März durfte er zusammen mit Lex Luger die NWA World Tag Team Titel gewinnen. Danach ersetzte er Ole Anderson und wurde neben Ric Flair, Tully Blanchard und Arn Anderson Mitglied der legendären Gruppierung The Four Horsemen.
Nachdem er das Stable verlassen hatte, erhielt er nach einem Sieg über Nelson Scott Simpson (Nikita Koloff) den NWA United States Heavyweight Title. Nachdem er den Titel 1989 an Lex Luger weitergeben musste, bildete er mit Dustin Rhodes ein Tag-Team. 1989 wechselte Windham dann erneut in die WWF und trat als The Widow Maker an. Er kehrte aber bereits 1990 wieder zur WCW zurück. Hier wurde er erneut Mitglied der Four Horsemen. Er fehdete zusammen mit Arn Anderson gegen das Team Doom und anschließend mit Dustin Rhodes gegen Arn Anderson und Larry Zbyszko. Im Frühjahr 1992 fehdete Windham dann gegen Steve Austin.
Im Herbst 1992 durften er und Rhodes zusammen die NWA World Tag Team Titles gewinnen und 2 Monate halten. Den Höhepunkt seiner Karriere erreichte Barry Windham 1993, als er in einem Match gegen den Great Muta den NWA World Heavyweight Championship gewinnen durfte. Knapp fünf Monate später musste er den Titel an Ric Flair verlieren. Danach machte er eine zweijährige Pause.

### WWF/E und WCW
1996 ging er als The Stalker zurück zur WWF. 1997 bildete er ein kurzlebiges Tag Team mit John Bradshaw Layfield als The New Blackjacks. 1999 wechselte Windham wieder zu World Championship Wrestling. Dort hatte er unter anderem Fehdenprogramme mit Ric Flair, Chris Benoit und Dean Malenko. In dieser Zeit ließ man Windham noch zweimal die WCW Tag Team Titles erringen. 2000 verließ Windham die WCW und trat bis zu seinem Karriereende 2004 in Independent-Ligen auf. Seit Mai 2006 ist er als Produzent in der WWE beschäftigt.

## Auszeichnungen und Titel

### Auszeichnungen
- World Wrestling Entertainment
  - WWE Hall of Fame Class of 2012 (als Teil der Four Horsemen)

### Titel
- All-Star Wrestling
  - 1× NWA World Tag Team Championship (mit Tully Blanchard)
- Championship Wrestling From Florida
  - 6× NWA Florida Heavyweight Championship
  - 1× NWA Florida Television Championship
  - 1× NWA Florida Global Tag Team Championship (mit Ron Bass)
  - 2× NWA Florida Tag Team Championship (1× mit Scott McGhee, 1× mit Mike Graham)
  - 3× NWA Florida United States Tag Team Championship (mit Mike Rotunda)
  - 1× NWA Southern Heavyweight Championship
- Mid-Atlantic Championship Wrestling
  - 1× NWA World Tag Team Championship (mit Lex Luger)
  - 1× NWA United States Heavyweight Championship
  - 1× NWA United States Tag Team Championship (mit Ron Garvin)
  - 1× NWA Western States Heritage Championship
- National Wrestling Alliance New England
  - 1× NWA New England Heavyweight Championship
- Southern Championship Wrestling
  - 1× NWA Knoxville Southern Heavyweight Championship (als Blackjack Mulligan jr.)
- Turnbuckle Championship Wrestling
  - 2× TCW Heavyweight Championship
- World Championship Wrestling
  - 1× NWA World Heavyweight Championship
  - 1× NWA World Tag Team Championship (mit Dustin Rhodes)
  - 1× WCW World Television Championship
  - 3× WCW World Tag Team Championship (1× mit Dustin Rhodes, 1× mit Curt Hennig, 1× mit Kendall Windham)
- World Wrestling Council
  - 1× WWC Tag Team Championship (mit Kendall Windham)
- World Wrestling Federation
  - 2× WWF World Tag Team Championship (mit Mike Rotunda)